# Presidentvalet i Ukraina 1991
Presidentvalet i Ukraina 1991 ägde rum 1 december. Valet stod i huvudsak mellan Leonid Kravtjuk och Viatjeslav Tjornovil.
Resultat från presidentvalet i Ukraina 1991
| Kandidat             | Röster     | %     |
| -------------------- | ---------- | ----- |
| Leonid Kravtjuk      | 19 643 481 | 61,59 |
| Viatjeslav Tjornovil | 7 420 727  | 23,27 |
| Levko Lukyanenko     | 1 432 556  | 4,49  |
| Volodymyr Hryniov    | 1 329 758  | 4,17  |
| Ihor Yukhnovskyi     | 554 719    | 1,74  |
| Leopold Taburianskyi | 182 713    | 0,57  |
| Totalt               | 30,563,954 | 100   |